# Abdullah Bin Shehan
Abdullah Bin Shehan (ur. 10 sierpnia 1976) – saudyjski piłkarz występujący podczas kariery na pozycji napastnika.

## Kariera klubowa
Abdullah Bin Shehan rozpoczął karierę w klubie Asz-Szabab Rijad w 1997. Z Al-Shabab zdobył Puchar Arabii Saudyjskiej w 1999 oraz Azjatycki Puchar Zdobywców Pucharów w 2001. W latach 2003–2005 występował w Al-Hilal, a w 2005-2006 ponownie w Al-Shabab.

## Kariera reprezentacyjna
Abdullah Bin Shehan występował w reprezentacji Arabii Saudyjskiej na przełomie XX i XXI wieku.
W 1999 wystąpił w Pucharze Konfederacji. Na tym turnieju wystąpił w czterech meczach: grupowych z Meksykiem, Boliwią, Egiptem i o trzecie miejsce z USA. W 2001 uczestniczył w zakończonych sukcesem eliminacjach do Mistrzostwa Świata 2002.